# Adolph Reuss
Adolph Reuss, auch Adolphus Reuss oder Adolf Reuss, (* 28. November 1804 in Frankfurt am Main; † 7. Mai 1878 bei Shiloh in Illinois) war ein deutschamerikanischer Arzt und Zoologe (Herpetologe, Arachnologe).

## Leben
Reuss, der aus einer wohlhabenden Familie stammte, die sich aus Amsterdam kommend in Frankfurt niederließ, studierte, nachdem er anfangs literarische Neigungen hatte, Medizin an der Universität Göttingen mit der Promotion 1825 (Dissertatio inauguralis anatomico-physiologica de systemate lentis crysallinae humanae). Danach setzte er sein Studium in Paris und Berlin fort und war  niedergelassener Arzt in Frankfurt am Main, wo er auch ab 1829  Mitglied in der Senckenbergischen Naturforschenden Gesellschaft war, bevor er vor allem aus politischen Gründen (er war ein Gegner der Monarchie und sympathisierte mit einer Republik im Sinn der späteren 1848er Revolution) in die USA auswanderte. Er sah sich in Ohio, Missouri, Iowa und Illinois um. 1834 erwarb er eine Farm mit 200 Acre Land bei Shiloh (Illinois) und betätigte sich als Landwirt (bei seinem Tod hinterließ er Landbesitz in Höhe von 450 Acre) und praktischer Arzt. 1856 wurde er korrespondierendes Mitglied der Academy of Sciences of St. Louis. Er strebte zwar keine politischen Ämter an, war aber politisch interessiert. Anfangs war er Anhänger der Demokratischen Partei, als diese in Iowa im Vorfeld des Bürgerkriegs aber mit den Südstaaten sympathisierte wechselte er zu den Republikanern. Er liegt in Shiloh begraben.
1834 erstbeschrieb er die Wasserschlange Enhydris alternans, und er erstbeschrieb die Kröte Amietophrynus regularis (1833), die Ägyptische Katzennatter (Telescopus obtusus), die Mexikanische Strumpfbandnatter (Thamnophis eques) und die Moilanatter sowie die Afrikanische Langschwanzechse (Latastia longicaudata) und die Wüstenagame (Trapelus mutabilis). Viele der Reptilien beschrieb er 1834 in Zoologische Miscellen: Reptilien, Ophidier (Museum Senckenbergianum 1, 1834, S. 130–162).
Die Senckenbergische Naturforschende Gesellschaft erwarb 1833 die bedeutende Sammlung heimischer Spinnen des Pfarrers in Beerfelden und Arachnologen Karl Friedrich Wider, die Reuss 1834 bearbeitete, wobei er auch Manuskripte von Wider herausgab (Zoologische Miscellen: Arachniden, Museum Senckenbergianum, 1, 1834). Von ihm gibt es auch einen Katalog der Crustaceen-Sammlung im Senckenbergmuseum von 1832, die er in Einvernehmen mit dessen Gründer Eduard Rüppell danach kurz leitete.